# Fevernova

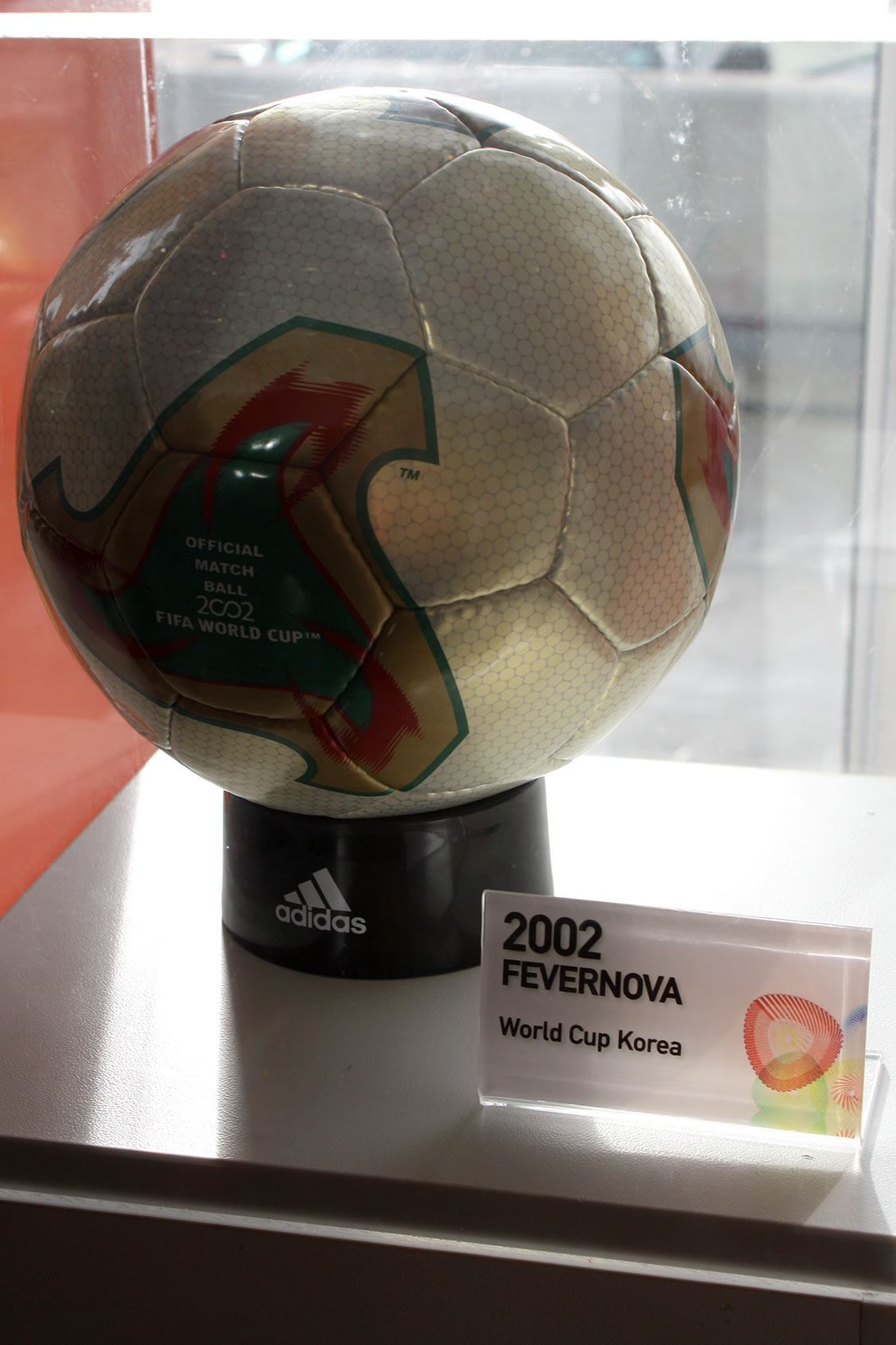
Adidas Fevernova

Adidas Fevernova – oficjalna piłka Mistrzostw Świata w Piłce Nożnej 2002 oraz Mistrzostw Świata w Piłce Nożnej Kobiet 2003 w USA. Jest wykonana ze specjalnych pianek, przez co nie traci kształtu, zachowuje tor lotu i dobrze zachowuje elastyczność. Ma 11 warstw, waży 435 g i potrafi lecieć z prędkością 130 km/h. Jej kolorystyka nawiązuje do kultury oraz historii gospodarzy mistrzostw, czyli Korei i Japonii. Jest pierwszą oficjalną turniejową piłką Adidasa zrywającą z tzw. wyglądem "Tango". W zależności od wersji posiada atesty: "FIFA Inspected" bądź "FIFA Approved". Jest produkowana w wersjach "Glider", "Tendo", "Orange", "Junior", "Tri-Lance", "Vuelo", "Planeo ms", a także w wersji przystosowanej do gry na hali (futsal). Została zaprojektowana w Niemczech, a jej produkcja odbywa się w Pakistanie. Do wersji meczowej producent dodaje pudełko. Jej następcą na Mistrzostwach Świata 2006 jest Teamgeist.